# São Joaquim da Barra
São Joaquim da Barra este un oraș în São Paulo (SP), Brazilia.